# 汉斯·雅纳
汉斯·雅纳（德語：Hanns Jana，1952年7月18日—），德国男子击剑运动员，主攻重剑。他曾代表西德参加1976年夏季奥林匹克运动会击剑比赛，获得男子团体重剑银牌。